# Manscheider Bachtal und Paulushof (LP Hellenthal)
Koordinaten: 50° 27′ 30″ N, 6° 30′ 47″ O

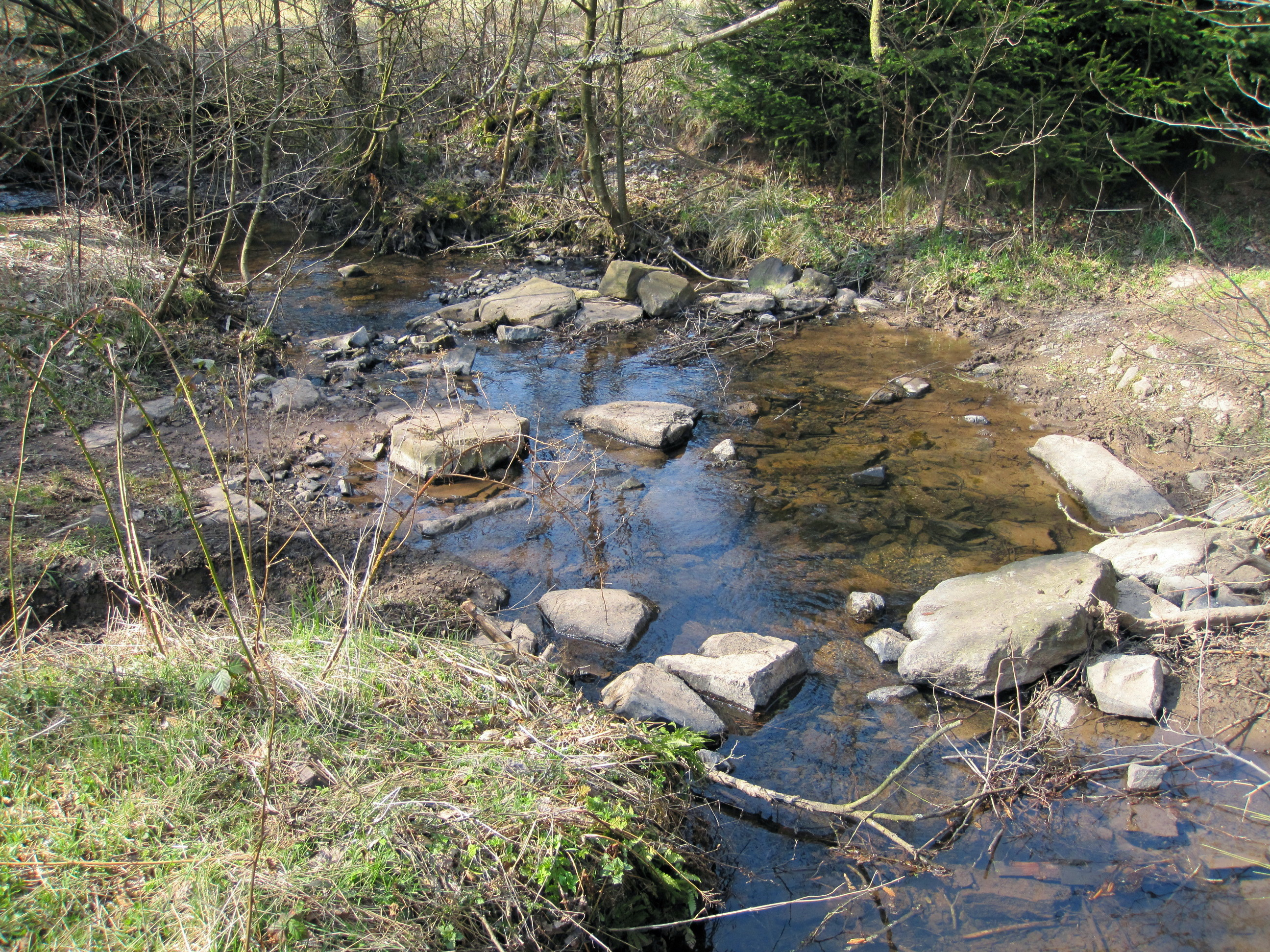
Naturschutzgebiet Manscheider Bachtal und Paulushof (LP Hellenthal) (März 2014)

Das Naturschutzgebiet Manscheider Bachtal und Paulushof (LP Hellenthal) liegt auf dem Gebiet der Gemeinde Hellenthal im Kreis Euskirchen in Nordrhein-Westfalen.
Das aus neun Teilflächen bestehende Gebiet erstreckt sich südöstlich des Kernortes Hellenthal und südlich von Benenberg, einem Ortsteil der Gemeinde Kall. Nordöstlich verläuft die B 258, östlich die Landesstraße L 204, westlich die L 17 und nordwestlich die L 23. Durch das Gebiet fließt der Manscheider Bach. Einige Seitenbäche des Manscheider Baches auf dem Gebiet der Gemeinde Kall sind in einem separaten Naturschutzgebiet gleichen Namens geschützt.

## Bedeutung
Für Hellenthal ist seit 2005 ein 305,80 ha großes Gebiet unter der Kenn-Nummer EU-142 als Naturschutzgebiet ausgewiesen. Die Unterschutzstellung erfolgt wegen der Bedeutung eines großen Teils des Gebietes für die Errichtung eines zusammenhängenden ökologischen Netzes besonderer Schutzgebiete in Europa.